# Institutsgebäude Am Plan 1

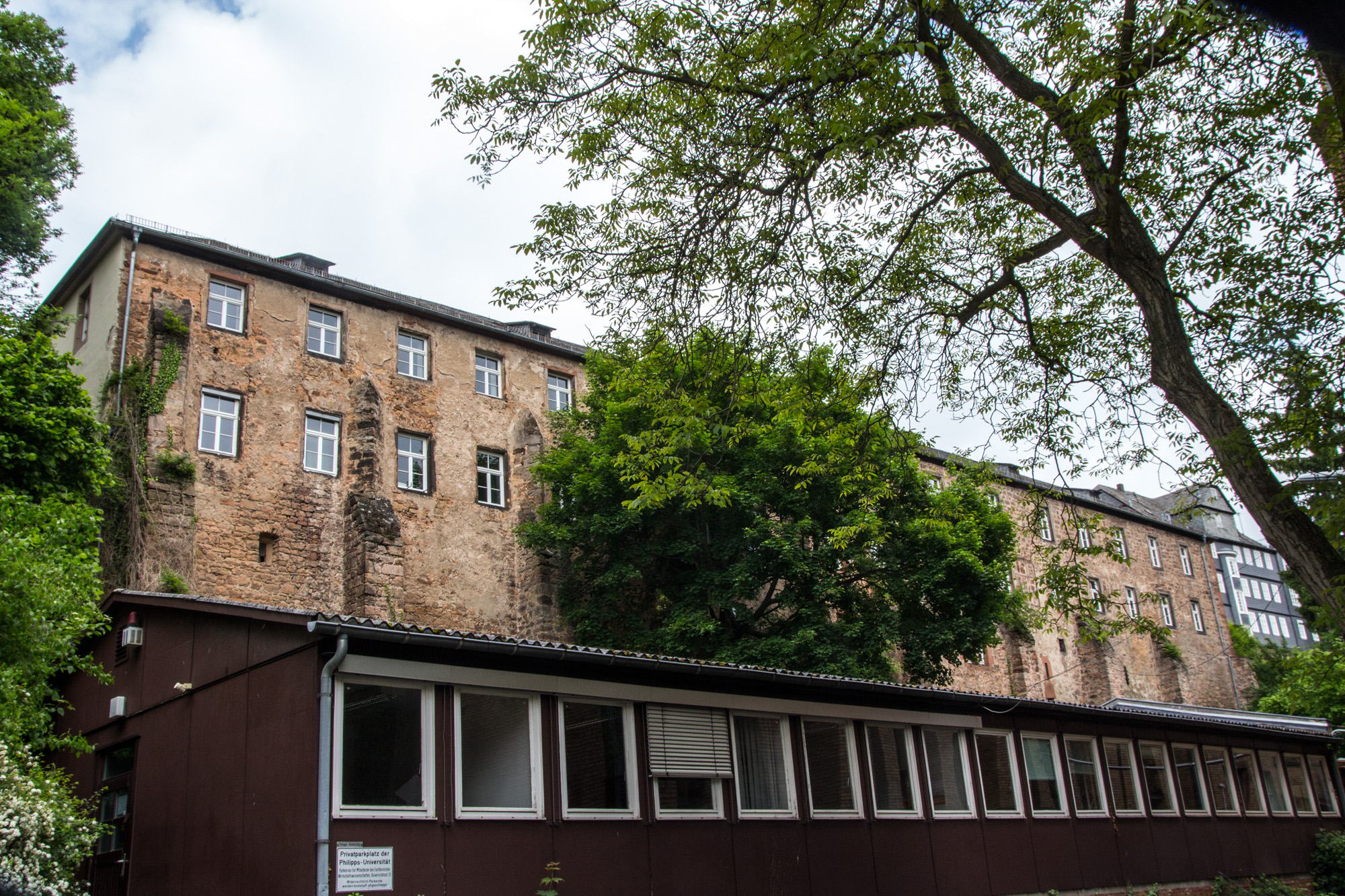
Das Gebäude, von der Universitätsstraße aus gesehen

Das Institutsgebäude Am Plan 1 in Marburg steht auf den Überresten des Marburger Franziskanerklosters, das in der ersten Hälfte des 13. Jahrhunderts an der Südwestecke der Stadtmauer errichtet worden war. Ein Großteil der ursprünglichen Anlage wurde im Lauf des 18. Jahrhunderts abgerissen und durch Neubauten ersetzt. Das Gebäude beherbergt seit der Gründung der Philipps-Universität Marburg verschiedene akademische Einrichtungen.

## Geschichte
Die ältesten Bereiche des heutigen Gebäudes stammen aus dem Jahr 1235. Im Rahmen der Reformation fiel das Gebäude 1527 in den Besitz der Universität Marburg und diente verschiedenen Zwecken. Ab dem Jahr 1533 zog die Universitätsbibliothek in den Südflügel des Gebäudes, das als Collegium Pomerii bezeichnet wurde. Der Bibliotheksraum bot den immer noch überschaubaren Beständen Platz. 1790 gab es konkrete Pläne für eine Erweiterung der Bibliothek, die jedoch aufgrund finanzieller Engpässe nicht umgesetzt wurden.
Im 19. Jahrhundert erlebte die Bibliothek mehrere Erweiterungen und Umbauten. Die Bibliothek wuchs durch Schenkungen und wurde im Jahr 1826 in einem umfassend renovierten Gebäude eröffnet, das noch weitgehend dem heutigen Zustand des Gebäudes entspricht. Aufgrund des zunehmenden Platzmangels wurden 1850 und 1855 weitere Erweiterungen vorgenommen, jedoch führte dies nicht zu einer dauerhaften Lösung des Raumproblems.
Im Jahr 1900 zog die Bibliothek in ein neues Gebäude an der Universitätsstraße um, und der ehemalige Bibliotheksbereich wurde von anderen Institutionen der Universität genutzt. 1878 zog das Archäologische Seminar in den Westflügel des Gebäudes, der 1850 hinzugefügt worden war, und 1900 zog das Germanistische Institut in das freigewordene Gebäude.
Im Jahr 1961/62 wurden bei Umbauten des Gebäudes unter dem Hofpflaster Reste eines früheren Klostergebäudes mit einem Gewölbe freigelegt. Diese Funde wurden mit einer Betonplatte abgedeckt und für die Forschung zugänglich gemacht.
Heute wird das Gebäude vom Fachbereich Wirtschaftswissenschaften genutzt.

## Bedeutung
Das heutige Institutsgebäude Am Plan 1 gehört zu den ältesten erhaltenen Universitätsgebäuden und ist ein Beispiel für die Umnutzung religiöser Gebäude im Rahmen der Reformation und der Gründung der Universität Marburg. Besonders bemerkenswert ist, dass der Bau auf der ehemaligen Marburger Stadtmauer aufsitzt und die erhaltenen Mauerreste des Franziskanerklosters in die Architektur integriert wurden. Das Gebäude weist unterschiedliche architektonische Merkmale auf, da es ursprünglich als Klosterbau und später als Bibliothek genutzt wurde. Die Bibliothek hinterließ ihre Spuren, wie etwa den Abdruck des Wortes „BIBLIOTHECA“ über der heutigen Bezeichnung des Gebäudes.

## Architektur
Das Gebäude besteht heute aus einem langgestreckten Komplex, der die Umnutzung des ehemaligen Franziskanerklosters widerspiegelt. Die Vorderseite des Gebäudes, die zur Oberstadt hin ausgerichtet ist, zeigt sich als ein barockes Gebäude mit zurückhaltend instrumentierten Elementen. Die Rückseite des Gebäudes weist jedoch auf die Stadtmauer hin, und der ehemalige Klosterbau ist dort noch deutlich sichtbar.

## Denkmalschutz
Das Institutsgebäude Am Plan 1 steht aufgrund seiner historischen Bedeutung als ehemaliges Franziskanerkloster und seiner Rolle in der Universitätsgeschichte unter Denkmalschutz. Das Gebäude stellt ein bedeutendes Zeugnis der städtebaulichen und architektonischen Entwicklung Marburgs dar und ist für die Universität von zentraler Bedeutung.